# Haastrecht
Haastrecht es una ciudad de la provincia neerlandesa de Holanda Meridional, en el municipio de Krimpenerwaard. En 2009 tenía una población de aproximadamente 4.500 habitantes. Hasta 1985, cuando se fusionó con los municipios de Stolwijk y Vlist, fue un municipio independiente.
La población surgió hacia 1100, en la desembocadura del río Vlist, y recibió los derechos de ciudad en 1396.
La ciudad cuenta con dos museos: el Museo Bisdom van Vliet, antigua casa y parque de la familia de ese nombre, con una colección de porcelana china y japonesa, muebles y relojes antiguos, y la antigua estación de bombeo De Hooge Boezem convertida en museo al dejar de prestar servicio.

## Galería de imágenes

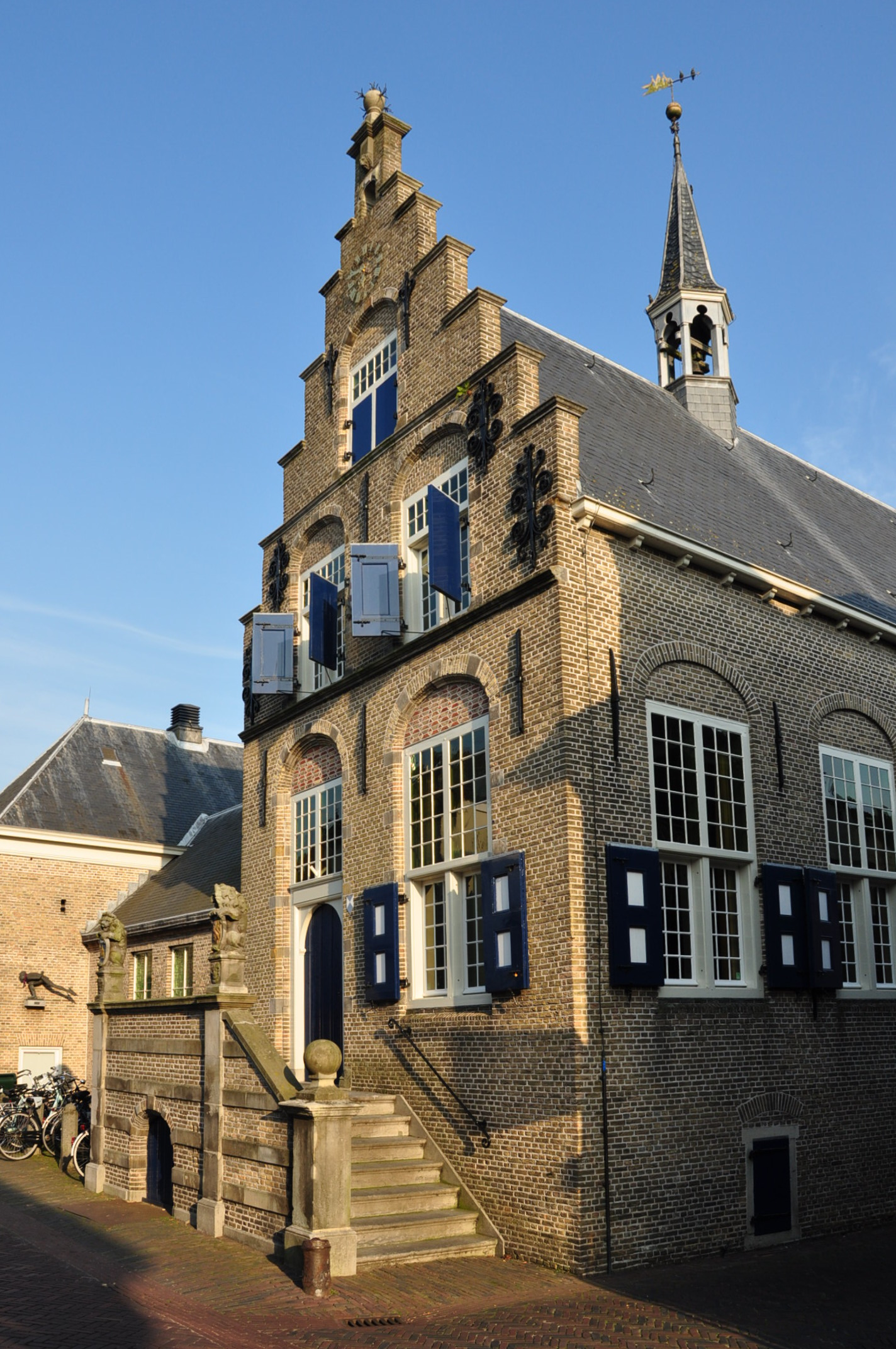
Ayuntamiento
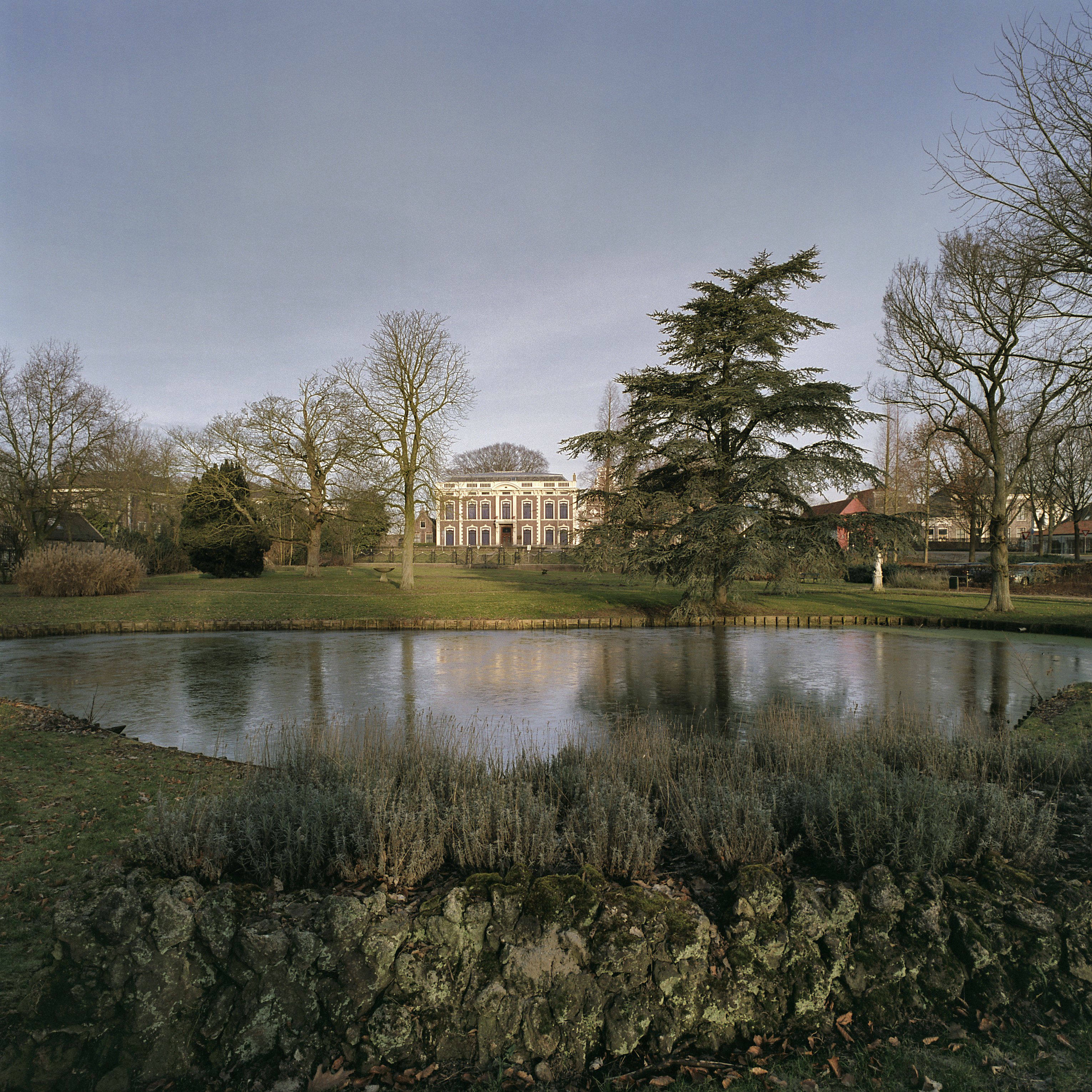
Museo Bisdom van Vliet. El parque con la casa al fondo
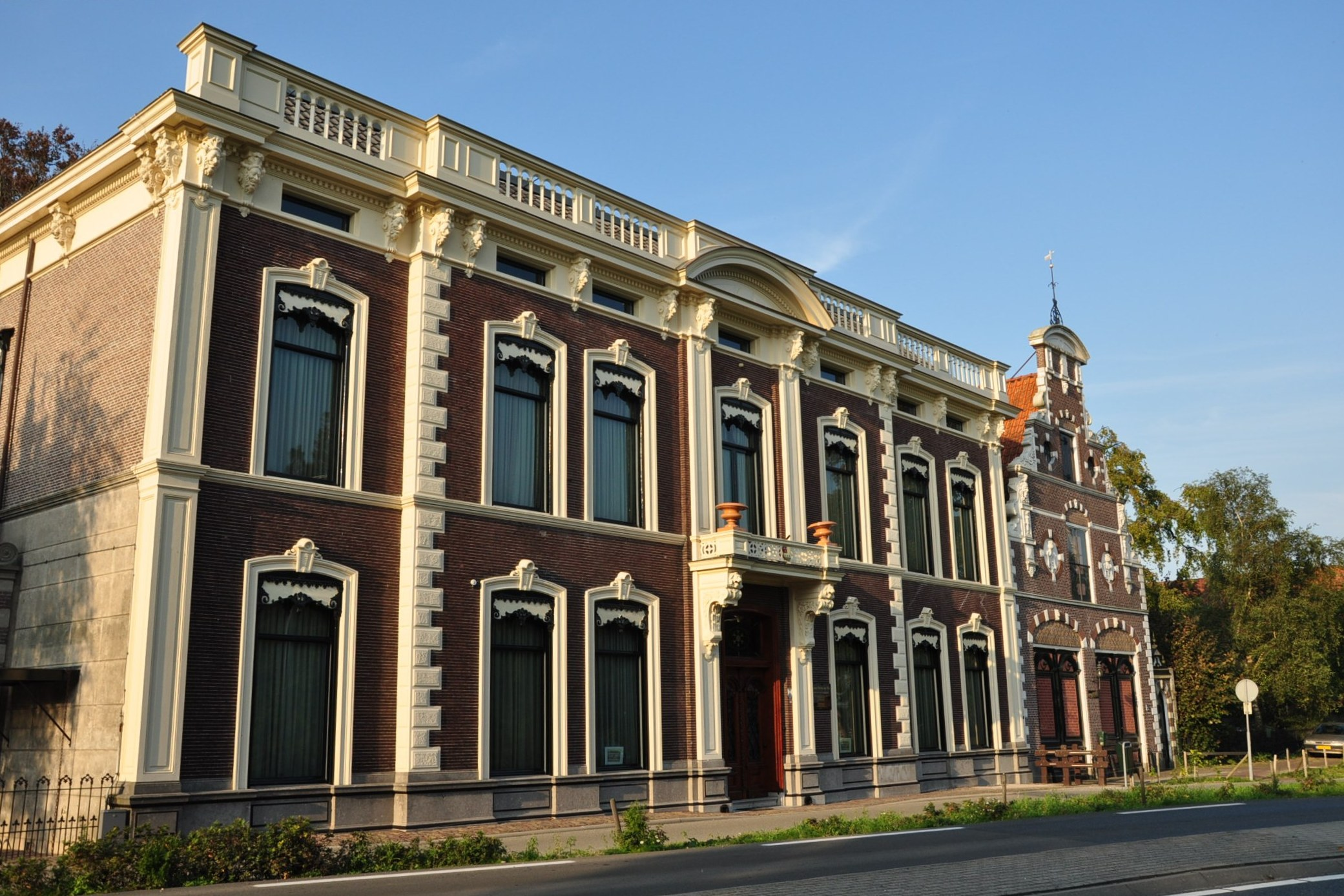
Museo Bisdom van Vliet.
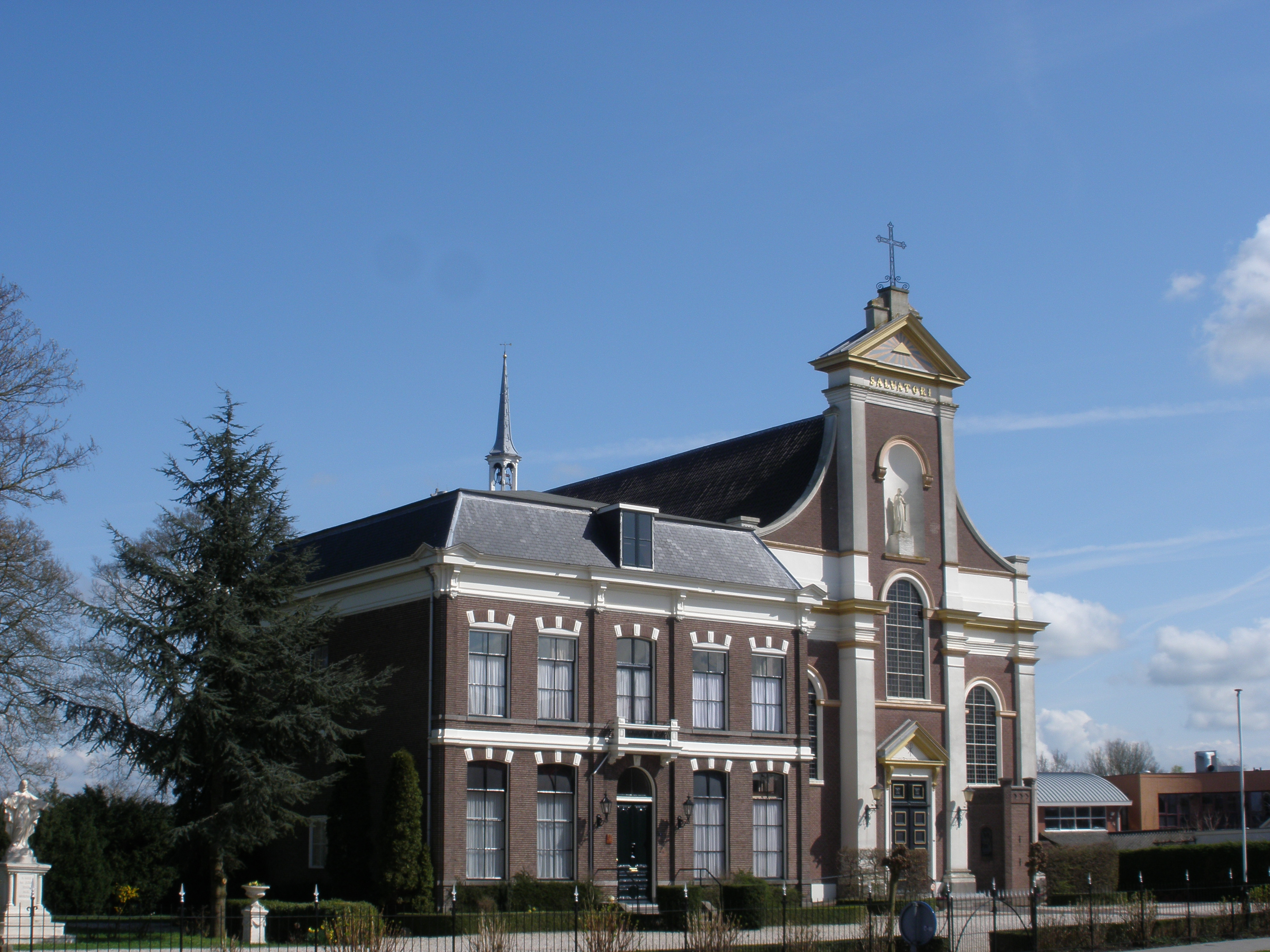
Sint-Barnabaskerk